# Gili & Galit

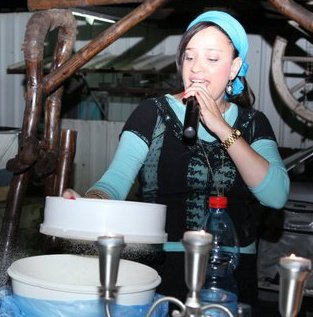
Galit Burg

Gili & Galit (hebräisch גילי וגלית) war ein kurzlebiges israelisches Gesangsduo, bestehend aus Gili Netanel (* 1977) und Galit Burg (* 1968, gestorben 2022).

## Werdegang
Als Gewinner der israelischen Vorauswahl durften sie für Israel beim Concours Eurovision de la Chanson 1989 antreten. Mit der Popballade Derech hamelech erreichten sie Platz 12.
Die Single war zwar in Israel erfolgreich, eine englischsprachige Version namens Shine for Tomorrow hingegen nicht mehr.